# Leiobunum hiasai
Leiobunum hiasai is een hooiwagen uit de familie Sclerosomatidae.